# Tazhan
tazhan (persiska: Nāzhān, ناژان, Tāzhān, تاژان) är en ort i Iran.   Den ligger i provinsen Kurdistan, i den nordvästra delen av landet, 500 km väster om huvudstaden Teheran. tazhan ligger 1 441 meter över havet och antalet invånare är 258.
Terrängen runt tazhan är huvudsakligen kuperad, men åt sydväst är den bergig. Runt tazhan är det ganska tätbefolkat, med 93 invånare per kvadratkilometer. Närmaste större samhälle är Bāneh, 13,4 km öster om tazhan. Trakten runt tazhan består i huvudsak av gräsmarker.